# Coupe du Golfe des clubs champions 2002
Navigation
Al Ain 2001 Qatar 2003
La Coupe du golfe des clubs champions 2002 est la 19e édition de la Coupe du golfe des clubs champions. Organisée à Mascate au sultanat d'Oman, elle regroupe au sein d'une poule unique les champions des pays du Golfe Persique. Les clubs rencontrent une seule fois leurs adversaires.
Cette édition fait également office de groupe éliminatoire pour la Coupe des clubs champions arabes 2002, puisque le vainqueur du tournoi se qualifie pour la phase finale de la compétition.

## Équipes participantes
6 équipes prennent part au tournoi :
- Al Kuwait Kaifan - Champion du Koweït 2000-2001
- Al Ahly Djeddah - Premier de la phase régulière du championnat d'Arabie saoudite 2000-2001
- Al Shabab Dubaï - 8e du championnat des Émirats arabes unis 2000-2001
- Dhofar Club - Champion d'Oman 2000-2001
- Al-Arabi Sports Club - Vice-champion du Qatar 2000-2001
- Al Muharraq Club - Champion du Bahrein 2000-2001

## Compétition
| Rang | Équipe               | Pts | J | G | N | P | Bp | Bc | Diff |  | Résultats (▼ dom., ► ext.) |  |     |     |     |     |     |
| ---- | -------------------- | --- | - | - | - | - | -- | -- | ---- |  | -------------------------- |  | --- | --- | --- | --- | --- |
| 1    | Al Ahly Djeddah      | 13  | 5 | 4 | 1 | 0 | 10 | 4  | +6   |  | Al Ahly Djeddah            |  | 1-0 | 2-1 | 3-1 | 2-0 | 2-2 |
| 2    | Al Muharraq Club     | 9   | 5 | 3 | 0 | 2 | 7  | 5  | +2   |  | Al Muharraq Club           |  |     | 2-0 | 2-4 | 2-0 | 1-0 |
| 3    | Al Kuwait Kaifan     | 7   | 5 | 2 | 1 | 2 | 7  | 8  | -1   |  | Al Kuwait Kaifan           |  |     |     | 2-2 | 2-1 | 2-1 |
| 4    | Al Shabab Dubaï      | 5   | 5 | 1 | 2 | 2 | 7  | 10 | -3   |  | Al Shabab Dubaï            |  |     |     |     | 0-3 | 0-0 |
| 5    | Dhofar Club          | 4   | 5 | 1 | 1 | 3 | 5  | 7  | -2   |  | Dhofar Club                |  |     |     |     |     | 1-1 |
| 6    | Al-Arabi Sports Club | 3   | 5 | 0 | 3 | 2 | 4  | 6  | -2   |  | Al-Arabi Sports Club       |  |     |     |     |     |     |

| Coupe des clubs champions du golfe Persique Al Ahly Djeddah 1er titre |